# Платонов Сергій Сергійович
Сергі́й Сергі́йович Плато́нов — старший солдат Збройних сил України, учасник російсько-української війни.

## З життєпису
Народився 1989 року в місті Снігурівка. 2003-го закінчив Снігурівську ЗОШ № 1, потім — ПТУ № 34 (сучасний Снігурівський професійний ліцей). Пройшов строкову військову службу в лавах Збройних Сил України. Працював слюсарем на птахофабриці ТзОВ «Ареал-Снігурівка».
Навесні 2014 року мобілізований; старший солдат, 79-та окрема аеромобільна бригада.
Загинув у часі обстрілу з установки «Град», вчиненого бойовиками близько 4:30 ранку 11 липня 2014-го, українського блокпоста біля Зеленопілля.
Без Сергія лишились мати та син (згідно з іншими джерелами — дружина і двоє синів)
30 липня 2014 року похований у Снігурівці.

## Нагороди та вшанування
- 8 вересня 2014 року — за особисту мужність і героїзм, виявлені у захисті державного суверенітету та територіальної цілісності України, вірність військовій присязі під час російсько-української війни, відзначений — нагороджений орденом «За мужність» III ступеня (посмертно).
- 10 липня 2015 року на фасаді будівлі снігурівської ЗОШ № 1 йому відкрито меморіальну дошку.